# Codiscos
Codiscos es una empresa discográfica colombiana, fundada en 1950 por Alfredo Díez. En los años 60 fue reconocido como el sello que grabó "música moderna". Bajo la marca Zeida, y con sede en Medellín, editó a Los Flippers, Los Streaks, Vicky, Óscar Golden, Carmenza Duque, Leonardo Álvarez, Margie y Yolanda. Junto a Sonolux y Discos 15, principalmente, "les proporcionaron a los jóvenes «nuevaoleros» del país la música juvenil grabada en Colombia".
Su extensa trayectoria como empresa discográfica le ha permitido ser testigo de varios de los cambios tecnológicos que ha atravesado la industria en la música a nivel mundial. Humberto Moreno, quien para 1966 estaba a cargo del recién creado Departamento de Promoción en Codiscos, recuerda que los llamados «compactos» (discos de 7 pulgadas a 33 RPM con dos canciones por cada lado) no tuvieron la acogida esperada y se destinaron, particularmente, como material de promoción. Entre 1965 y 1967, Codiscos editó La chica pop (ZC -4072) de Margie, Canciones de cuna de protesta (ZC -4087) del poeta Jotamario, Chocolate tú (ZC -4086) de Óscar Golden, Tiempo de llorar ( ZC -4081) de Vicky, Discothéque (ZC -4078) de Los Flippers, y, uno de los más buscados al día de hoy del catálogo, Reacción sicótica (ZC -4083) de Los Streaks.
Paralelo a la música, para comienzos de 2025, Codiscos tiene ofertas comerciales en otras áreas como audio profesional, producción audiovisual y editora musical; esta última, para proteger los derechos de autor de los compositores y artistas que están relacionados con Codiscos, además de tener una sección especial para público infantil (Mundo Canticuentos). También maneja una oficina virtual bajo el nombre de Panter, especializada en diseño gráfico, desarrollo de aplicaciones móviles, animación 2D y desarrollo web. Tuvo 2 sellos discográficos en sus inicios: Zeida, con el cual grababa a los cantantes del interior del país, y Costeño, que acogió a los artistas de la Región Caribe colombiana.

## Historia
- 1950: Nace la Compañía Colombiana de Discos con su sello musical Zeida. Codiscos es fundada el 1 de julio por Alfredo Díez Montoya y sus hermanos.
- 1952: Empieza la producción propia en discos de vinilo de 10 y 12 pulgadas, formato vigente por casi 50 años en Colombia y el mundo.
- 1955: Codiscos se convierte en el representante para Colombia del sello musical estadounidense Capitol Records, con estrellas como Frank Sinatra, Nat King Cole y Jackie Gleason, entre otros.
- 1956: Se lanza la colección más grande en su momento del músico del tango Carlos Gardel en 9 álbumes.
- 1960: Se inauguran los primeros y más modernos estudios de grabación esterefónica de Colombia y de Latinoamérica en su momento, en la antigua sede de la Avenida El Poblado de Medellín.[cita requerida]
- 1963: Codiscos empieza a ensamblar rocolas tragamonedas Seeburg hasta el cierre de la fábrica estadounidense en 1982, con el objetivo de llevar la música a las principales ciudades de Colombia.
- 1964: Codiscos prensa para Colombia “Meet the Beatles!”, de la agrupación británica The Beatles, el segundo álbum en la historia de la música que vende un millón de copias.
- 1968: Codiscos publica “Reminiscencias y otros valses inolvidables” del cantautor de boleros Julio Jaramillo. En ese año  el cantante y acordeonero Alfredo Gutiérrez lanza el álbum Romance Vallenato y se crea el sello musical "Costeño", para abarcar a los artistas de la Región Caribe Colombiana.
- 1969: Aparece el primer volumen del variado musical de Codiscos "El Disco del Año”, una recopilación musical para el fin de año, el cual se llegó a editar por más de 50 años hasta 2018, que dejó de comercializarlo.
- 1970: Codiscos incursiona en el mundo de la música portátil con la producción de los primeros cassetes, vigentes hasta la aparición de los CD´s en los años 90´s.
- 1971: Codiscos publica para Colombia el álbum “Sticky Fingers” de la banda británica The Rolling Stones.
- 1972: Nace la serie “Exitómetro”, álbum que recopiló durante 20 años los grandes éxitos de la balada romántica con artistas como Raphael, Paloma San Basilio, Camilo Sesto y Yuri, entre otros. Ese mismo año se traslada a sus actuales instalaciones.
- 1973: Codiscos incursiona en el mercado musical infantil con Canticuentos.
- 1976: El Binomio de Oro lanza su primer álbum en Codiscos con “La Creciente”, banda de la música vallenata (Rafael Orozco e Israel Romero).
- 1980: Codiscos firma al grupo de música salsa Niche, con canciones como “Cali Pachanguero”.
- 1990: Edita el álbum “Cielo de tambores”, del Grupo Niche.
- 1992: Juanes, junto a la banda de rock Ekhymosis, lanzan su primer álbum musical.
- 1993: Los Diablitos publican “Los caminos de la vida”.
- 2000: El Congreso de la República de Colombia entrega un reconocimiento a Codiscos en sus 50 años, como estandarte del folclor musical y la cultura colombiana.
- 2007: Codiscos entró a la revolución digital de internet inaugurando ese año su canal de YouTube, el cual tiene hasta 2020 más de 7 millones de suscriptores y más de 5 billones de visualizaciones.
- 2008: Llega la era de la música digital en streaming, dejando de lado poco a poco los formatos de CD y DVD hasta el 2018, cuando comercializa sus últimos trabajos discográficos físicos. Codiscos gana el premio Grammy Latino a mejor portada de álbum por el diseño de “Los Vallenatos de Andrés”.
- 2013: Nicky Jam firma como artista de Codiscos.[2]
- 2020: Codiscos cumple 70 años.
- 2021: Tomando en cuenta que la música en disco de vinilo vuelve a imponerse en el mundo, Codiscos lanza la colección de LP "Así Suena Colombia", así como otros trabajos discográficos en este formato musical de diversos géneros, los cuales comercializa a través de su página web. También comienza a comercializar, en la misma plataforma, vitrolas portátiles para escuchar música en LP.
- 2022: A finales de año Codiscos lanza, en unión con la otra casa discográfica de Colombia, Discos Fuentes,  una playlist o lista de reproducción conjunta en sus respectivas plataformas digitales, con los mejores éxitos y catálogos musicales de ambas compañías discográficas nacionales, últimas que aún subsisten en el mercado musical colombiano.
- 2023 Nuevamente Codiscos se une a Discos Fuentes, esta vez para lanzar en conjunto el variado de fin de año "Los 14 Cañonazos del Disco del Año", uniendo por primera vez los dos variados de fin de año de ambas disqueras (El Disco del Año y 14 Cañonazos Bailables), con los mejores clásicos tropicales de las dos compañías discográficas a lo largo del tiempo. Lanzado en formato de vinilo en color dorado, con portada de colección, son seleccionados 14 éxitos de siempre para este variado, 7 por parte de cada casa disquera. En este año Codiscos regresa a comercializar CD´s en su página web, además de mercancía variada como equipos de audio especializado, camisetas y gorras, entre otros.

## Artistas

### Actuales
- Los Inquietos Del Vallenato
- Nicky Jam
- Binomio de Oro
- Richie Ray
- Grupo Niche
- J Álvarez
- Los Hispanos
- Wolfine
- Valentino
- Peter Manjarrés
- El Gran Martín Elías
- El Combo de las Estrellas
- Julio Jaramillo
- Grupo Galé
- Patricia Teherán
- Los Diablitos
- Los Caporales Del Magdalena
- Helenita Vargas
- Alfredo Gutiérrez
- Las Hermanitas Calle
- Gustavo Quintero
- Alci Acosta
- Maelo Ruiz
- Ekhymosis
- Kraken
- etc.

### Anteriores
- Ysa C
- Juanes, cuando era parte del grupo Ekhymosis, grabó por primera vez en 1992 un disco comercial.[3]

## Vínculos
Durante varios años, Codiscos tuvo convenios con grandes disqueras extranjeras tales como: Hispavox, Discos GAMMA, Discos Melody, Musart, Discos La Discoteca, TH Récords, Sound Records, Sonografica, Producciones Caracol (Chile), Discos Barca, EMI Records, Reprise Records, entre otras.
Esta casa disquera Codiscos en la realización de vídeos musicales tuvo convenios con Do Re Producciones propiedad de la desaparecida programadora Do Re Creativa Tv hasta mediados de 1993, luego después en asocio con Jorge Barón Televisión del reality La nueva estrella de las canciones que se originó en el programa musical El show de las estrellas.
De los numerosos variados musicales que producía Codiscos para mediados y fin de año (Más Sabrosos pa' Bailar, El Disco del Año, Vallenatos de Oro, Concierto Vallenato, Cante con sus Ídolos, Emociones Vallenatas, Los Ídolos del Pueblo, La Combinación Vallenata, entre otros) sobrevivía a 2018 El Disco de Año, el cual dejó de ser grabado desde 2019 en CD y DVD para ser descargado virtualmente desde la página web de la disquera. Entre 2000 y 2001, El Disco del Año se unió con la producción Bailoteca Bailable, de la extinta FM Discos y Cintas, para combinar los temas musicales de ambas disqueras en un solo variado de fin de año.